# Сокальський Арон Юхимович
Арон Юхимович Сокальський (нар. 1915, Жмеринка, Вінницький повіт, Подільська губернія, Російська імперія — пом. 1941) — радянський футболіст, виступав на позиції воротаря.

## Життєпис
Розпочинав грати у футбол 1930 року у дитячій команді залізничників у місті Києві. Пізніше, з 1934 по 1935 виступав за команду «Водники», а з 1936 по 1938 рік був гравцем клубу «Вимпел», у складі якого провів одну гру в Кубку СРСР 1936 (команда грала в чемпіонаті Києва). 1939 року Сокальський приєднався до команди «Локомотив» (Київ), у якому провів два роки та зіграв 14 матчів у групі «Б».
1941 року став гравцем клубу вищої ліги «Спартак» (Одеса). У травні-червні 1941 року провів 5 матчів у вищій лізі проти «Динамо» (Мінськ), «Профспілок-2», «Динамо» (Київ), «Спартака» (Ленінград) та «Динамо» (Тбілісі). Пропустив 9 м'ячів. У серпні призваний до армії, і восени того ж року загинув під час оборони Одеси, обставини смерті невідомі.
Сокальський мав незакінчену вищу освіту, працював помічником машиніста. Володів значком ГПО 2 ступеня. Відрізнявся гарною реакцією та стрибучістю.